# مانوئل بلگرانو
مانوئل خوزه خواکین دل کورازون د خسوس بلگرانو ئی گونزالز (۳ ژوئن ۱۷۷۰–۲۰ ژوئن ۱۸۲۰) که با نام کوتاه‌شده مانوئل بلگرانو (تلفظ اسپانیایی: [mãˈnwel βelˈɣɾano]) شناخته می‌شود، فردی اقتصاددان، وکیل، سیاستمدار، روزنامه‌نگار و رهبر نظامی اهل آرژانتین بود. او در جنگ‌های استقلال آرژانتین شرکت داشت و طراح پرچم آرژانتین است. او به عنوان یکی از اصلی‌ترین چهره‌های لیبرتادور شناخته می‌شود.

## زندگی‌نامه

### زندگی اولیه
مانوئل خوزه جوکین دل کرازون د حسوس بلگرانو در ۳ ژوئن ۱۷۷۰ در بوئنوس آیرس به عنوان چهارمین فرزند تاجری ایتالیایی به نام دومینگو بلگرانو ئی پری و همسرش، ماریا خوزهفا گونزالس کازرو، در خانه پدری خود به دنیا آمد. این خانه در نزدیکی صومعه سانتو دومینگو، در خیابان سانتو دومینگو، بین خیابان‌های مارتین د تورز و سانتیسیما ترینیداد قرار داشت. (این خیابان‌ها امروز به ترتیب بلگرانو، دفانسا و بولیوار نام دارند). اگرچه این شهر هنوز نسبتاً کوچک بود، بلگرانوها در یکی از ثروتمندترین محله‌های آن زندگی می‌کردند. روز بعد از تولد مانوئل بلگرانو در کلیسای جامع کلانشهر بوینس آیرس غسل تعمید داده شد. از آنجایی که او در قاره آمریکا به دنیا آمده بود، او را یک کریولو می‌دانستند که طبقه‌ای اجتماعی مادون پنینسولارها بود.
پدرش دومنیکو لیگوریایی، اهل شهر ایمپریا، ایتالیا بود. نام خانوادگی مادری او پری بود که او آن را به شکل اسپانیایی پرز ترجمه کرد. نام خانوادگی پدری او بلگرانو بود - به معنای واقعی کلمه «گندم پر»، نامی که نشان دهنده تولید خوب غلات بود. او نام خود را از تلفظ ایتالیایی آن به «دومینگو» اسپانیایی نیز تغییر داد. او یک تاجر ایتالیایی بود که از سوی پادشاه اسپانیا مجاز بود به قاره آمریکا نقل مکان کند و در اسپانیا، ریودوژانیرو و بریتانیا ارتباط داشت. او تأسیس کنسول بازرگانی بوئنوس آیرس را ترویج کرد که پسرش مانوئل چند سال بعد رهبری آن را بر عهده گرفت. مادر بلگرانو ماریا جوزفا گونزالس ایسلاس ای کازرو بود که در شهر سانتیاگو دل استرو، آرژانتین به دنیا آمد. این خانواده پس از اسکالاداها، دومین خانواده ثروتمند در بوینس آیرس بود. آنها ۱۶ پسر داشتند که چهار نفر از آنها فوت کردند. دومینگو بلگرانو پرز یک تجارت خانوادگی را مدیریت کرد و ترتیبی داد تا چهار دخترش با تاجرانی ازدواج سنتی کنند که نمایندگان مورد اعتماد او در باندا اورینتال، استان میسیونس و اسپانیا شوند. هشت پسرش مسیرهای متفاوتی را دنبال کردند: دومینگو خوزه استانیسلائو در کلیسای جامع محلی کشیش شد، در حالی که کارلوس خوزه و خوزه گرگوریو به ارتش پیوستند. مانوئل بلگرانو قرار بود کارهای پدرش را دنبال کند، اما زمانی که علایق دیگری پیدا کرد، برادرش فرانسیسکو خوزه ماریا د ایندیاس بود که به تجارت خانوادگی ادامه داد.

### فعالیت‌ها

نشان ملی خانواده بلگرانو

وی در زمان انقلاب فرانسه در دانشگاهی در اسپانیا، با ایده‌های عصر روشنگری آشنا شد. وی پس از مدتی به موطن خود درنایب‌الملک‌نشین ریو د لا پلاتا بازگشت و در آنجا به عضوی برجسته در جمعیت کریولوهای بوینس آیرس بدل شد و سعی کرد برخی از ایده‌های سیاسی و اقتصادی جدید را ترویج دهد، اما با مقاومت شدید پنینسولارهای محلی مواجه شد. این طرد، او را به سمت گرایش به خودمختاری بیشتر وطنش از رژیم استعماری اسپانیا سوق داد. در ابتدا، او خواهان ترویج کارلوتیسم و حمایت از به سلطنت نشاندن کارلوتا خوآکینا بود. پس از آن حامی انقلاب می شد و این انقلاب توانست بالتاسار هیدالگو د سیسنروس را در مورخهٔ ۲۵ مه ۱۸۱۰ از قدرت برکنار کند. بلگرانو پس از پیروزی انقلاب به عنوان یکی از اعضای رای‌دهنده پریمیرا خونتا، که نظام جدید سیاسی منطقه بود، انتخاب شد.
او به عنوان نمایندهٔ خونتا، حمله به پاراگوئه را رهبری کرد که ناکام ماند. سربازان وی در نبردهای کامپیچوئلو و پاراگواری از نیروهای برناردو د ولاسکو شکست خوردند. اگرچه او شکست خورد، اما این لشکرکشی‌ها زنجیره‌ای از وقایع را آغاز کرد که منجر به استقلال پاراگوئه در مه ۱۸۱۱ شد. او به نزدیکی روساریو عقب‌نشینی کرد تا آن شهر را در برابر حمله احتمالی سلطنت‌طلب‌های ساکن باندا اورینتال تقویت کند. در آنجا، او پرچم آرژانتین را طراحی نمود. شورای سه‌نفره اول این پرچم را تأیید نکرد و رسمیت نبخشید؛ اما به دلیل کندی ارتباطات، بلگرانو تنها چند هفته بعد از آن مطلع شد و همراه پرچمش ارتش شمال را به سوی خوخوئی رهبری کرد. در آنجا بلگرانو با دانش بر این که در مقابل ارتش‌های سلطنت‌طلب، که از پروی علیا آمده بودند، در موقعیت ضعف استراتژیکی قرار داشت، دستور خروج از خوخوئی را صادر کرد و کل جمعیت استان خوخوئی را به سان میگوئل دو توکومان کوچانید. ضد حمله او در نبرد توکومان منجر به یک پیروزی استراتژیک کلیدی شد و کمی بعد منجر به پیروزی کامل بر ارتش سلطنت‌طلب پیو تریستان در نبرد سالتا شد. با این حال، تهاجم عمیق‌تر او به پروی علیا منجر به شکست در نبردهای Vilcapugio و Ayohuma شد و در نتیجه شورای سه‌نفره دوم فرماندهی ارتش شمال را به خوزه سن مارتین سپردند. در آن زمان، مجلس سال سیزدهم استفاده از پرچم بلگرانو را به عنوان پرچم جنگ ملی تأیید کرد.
بلگرانو سپس به همراه برناردینو ریواداویا برای مأموریت دیپلماتیک خود، به اروپا رفت تا از دولت انقلابی حمایت کند. او به موقع بازگشت تا در کنگره توکومان، که منجر به استقلال آرژانتین (۱۸۱۶) شد، شرکت کند. او طرح اینکا را معرفی کرد که خواهان ایجاد یک پادشاهی مشروطه از نسل اینکاها، به عنوان رئیس دولت، بود. این پیشنهاد از حمایت سان مارتین، مارتین میگوئل د گومس و بسیاری از نمایندگان استانی برخوردار بود؛ اما توسط نمایندگان بوینس آیرس به شدت رد شد. کنگره توکومان استفاده از پرچم بلگرانو، به عنوان پرچم ملی، را تأیید کرد. پس از این، بلگرانو دوباره فرماندهی ارتش شمال را بر عهده گرفت، اما مأموریت او محدود به حفاظت از سان میگل د توکومن در برابر پیشرفت‌های نظامی سلطنت‌طلبان بود؛ در حالی که سان مارتین ارتش آند را برای حمله‌ای با گذر از کوهستان آند آماده می‌کرد. هنگامی که بوئنوس آیرس در معرض حملهٔ خوزه ژرواسیو آرتیگاس و استانیسلائو لوپز بود، بلگرانو ارتش را به سمت جنوب حرکت داد، اما نیروهایش در ژانویه ۱۸۲۰ شورش کردند. بلگرانو در ۲۰ ژوئن ۱۸۲۰ بر اثر بیماری آبسه درگذشت. گفته می‌شود واپسین جمله‌ای که گفت «آه، ای وطنم!» بود.